# Camerun ai Giochi della XIX Olimpiade
Il Camerun partecipò ai Giochi della XIX Olimpiade che si sono svolti a Città del Messico dal 12 al 27 ottobre 1968, con una delegazione di 5 atleti impegnati in due discipline: pugilato e atletica leggera. Alla seconda partecipazione del Paese africano ai Giochi fu conquistata una medaglia d'argento da parte del pugile Joseph Bessala.

## Medagliere
| Medaglia | Atleta         | Sport    | Evento      |
| -------- | -------------- | -------- | ----------- |
| Argento  | Joseph Bessala | Pugilato | Pesi welter |